# خیابان لدرا

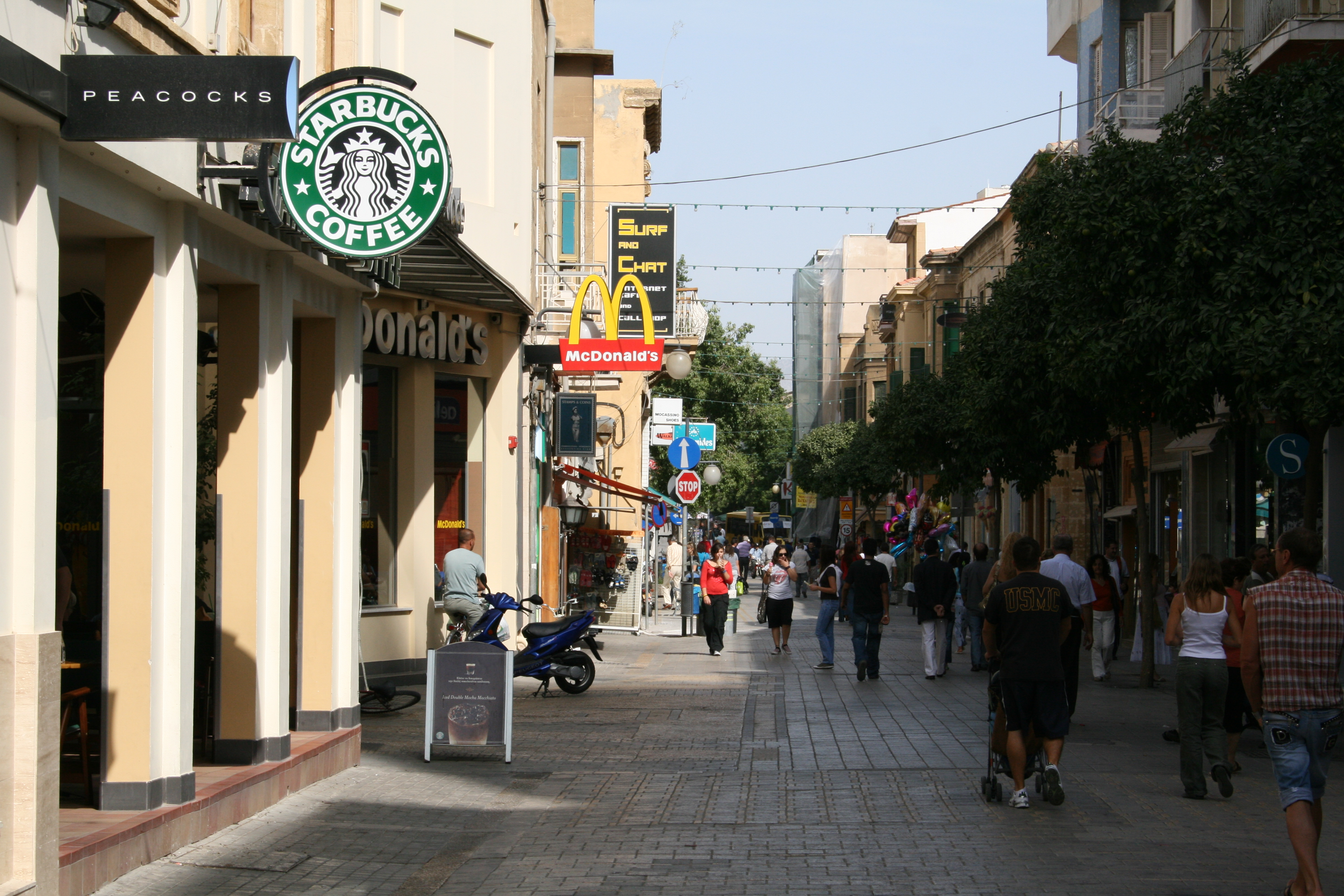
خیابان لدرا

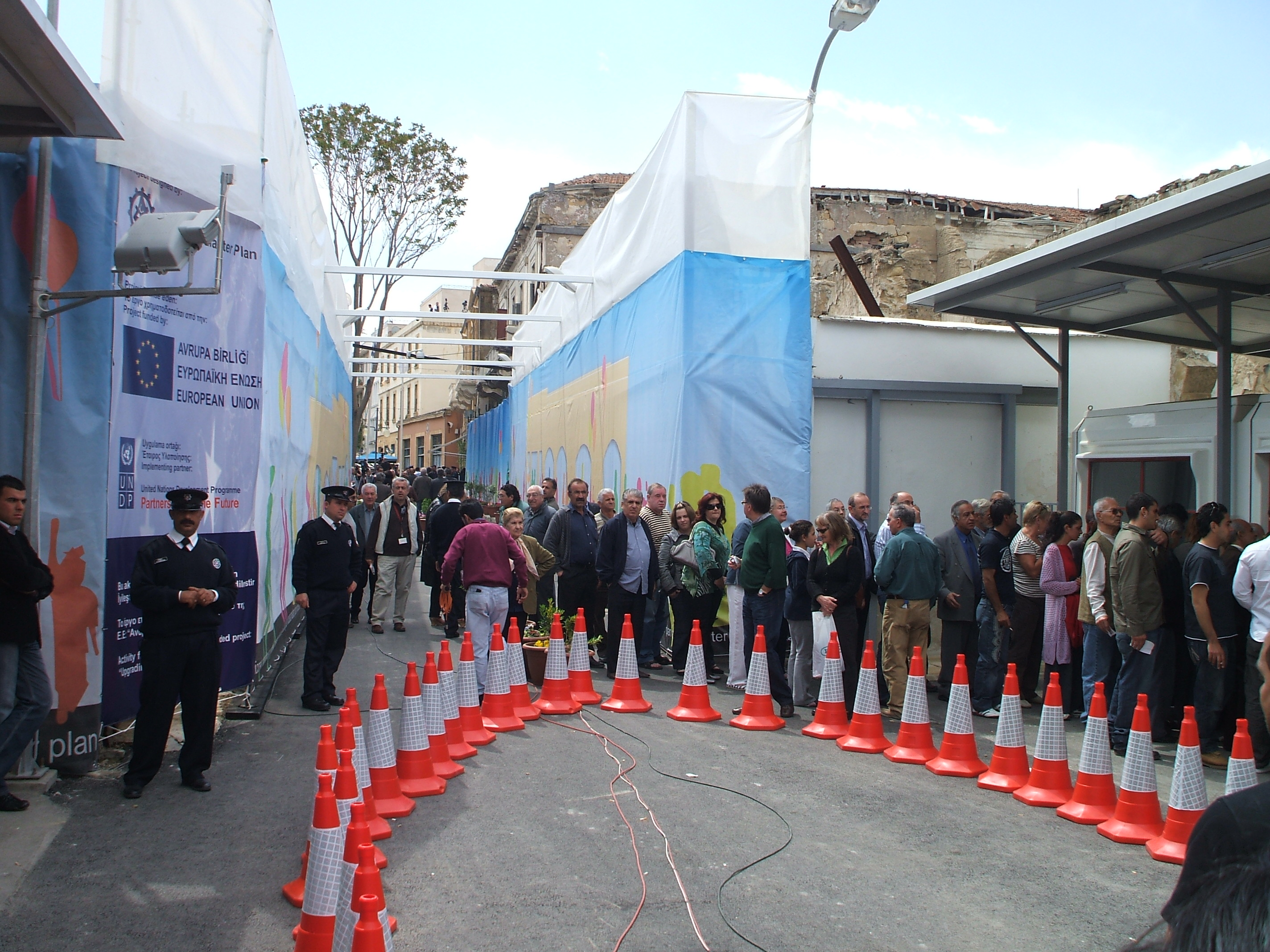
عبور از خیابان لدرا در روز افتتاح آن، در صف‌های طولانی جهت وارد شدن به سمت شمال قبرس

خیابان لدرا (یونانی: Οδός Λήδρας اُدوس لیدراس، ترکی استانبولی: Lokmacı Caddesi) یک شاه‌راه بزرگ خرید در نیکوزیای قبرس که بخش شمالی و جنوبی نیکوزیا را به هم پیوند می‌زند.
دیمیتریس خریستوفیاس، رئیس‌جمهور قبرس در ۲۴ فوریه ۲۰۰۸ که با قول مساعد مبنی بر حل شدن مشکلات قبرس به ریاست‌جمهوری برگزیده شده‌ بود. در اولین جلسه‌ خود با رئیس‌جمهور جمهوری ترک قبرس شمالی محمد علی طلعت در ۲۱ مارس ۲۰۰۸، دو رئیس‌جمهور توافق کردند که خیابان لدرا جهت عبور و مرور میان دو جامعه یونانی‌های قبرس و ترک‌های قبرس بازگشایی شود.

## نگارخانه

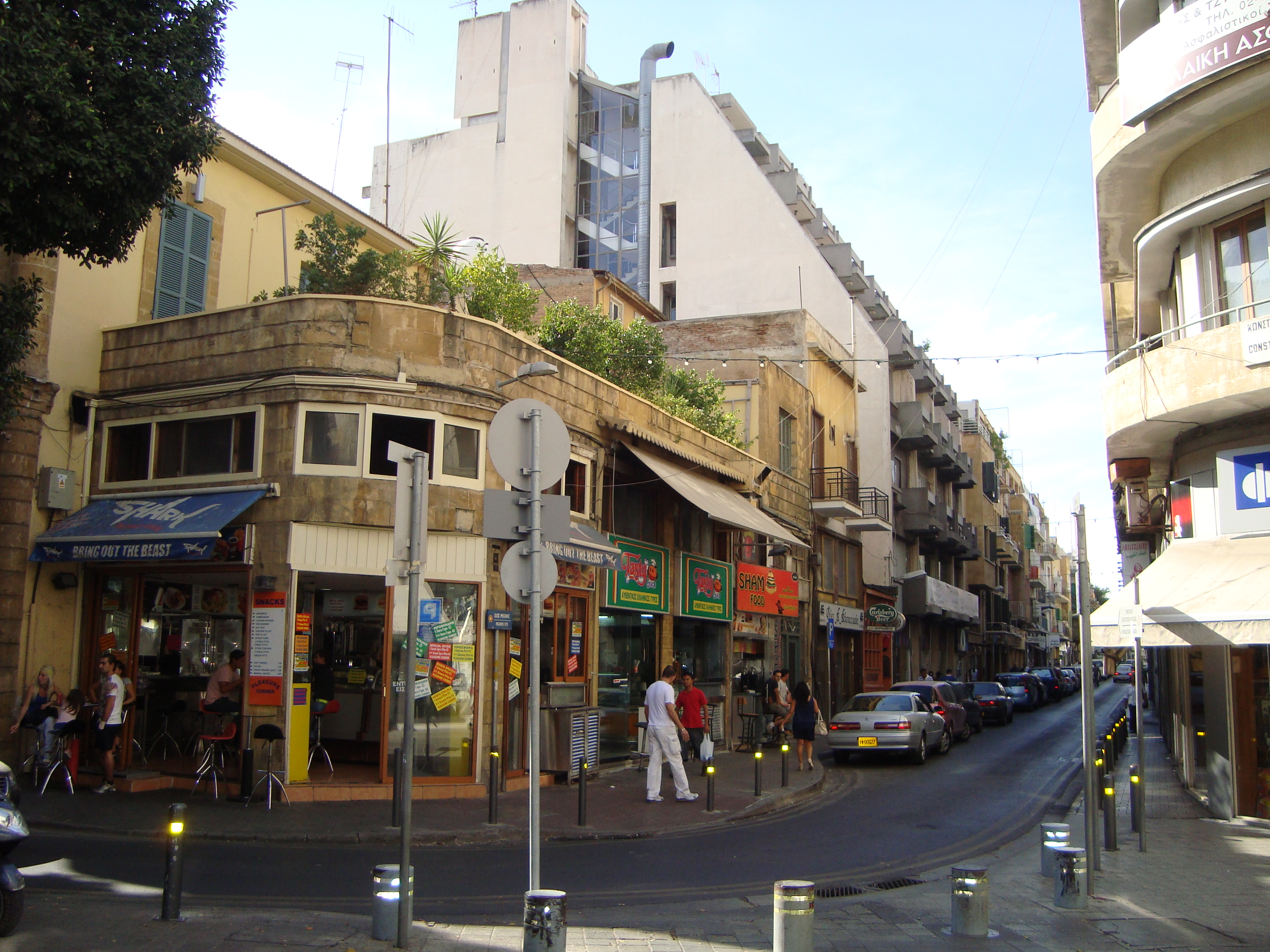
رستوران و فست‌فود یونانی.
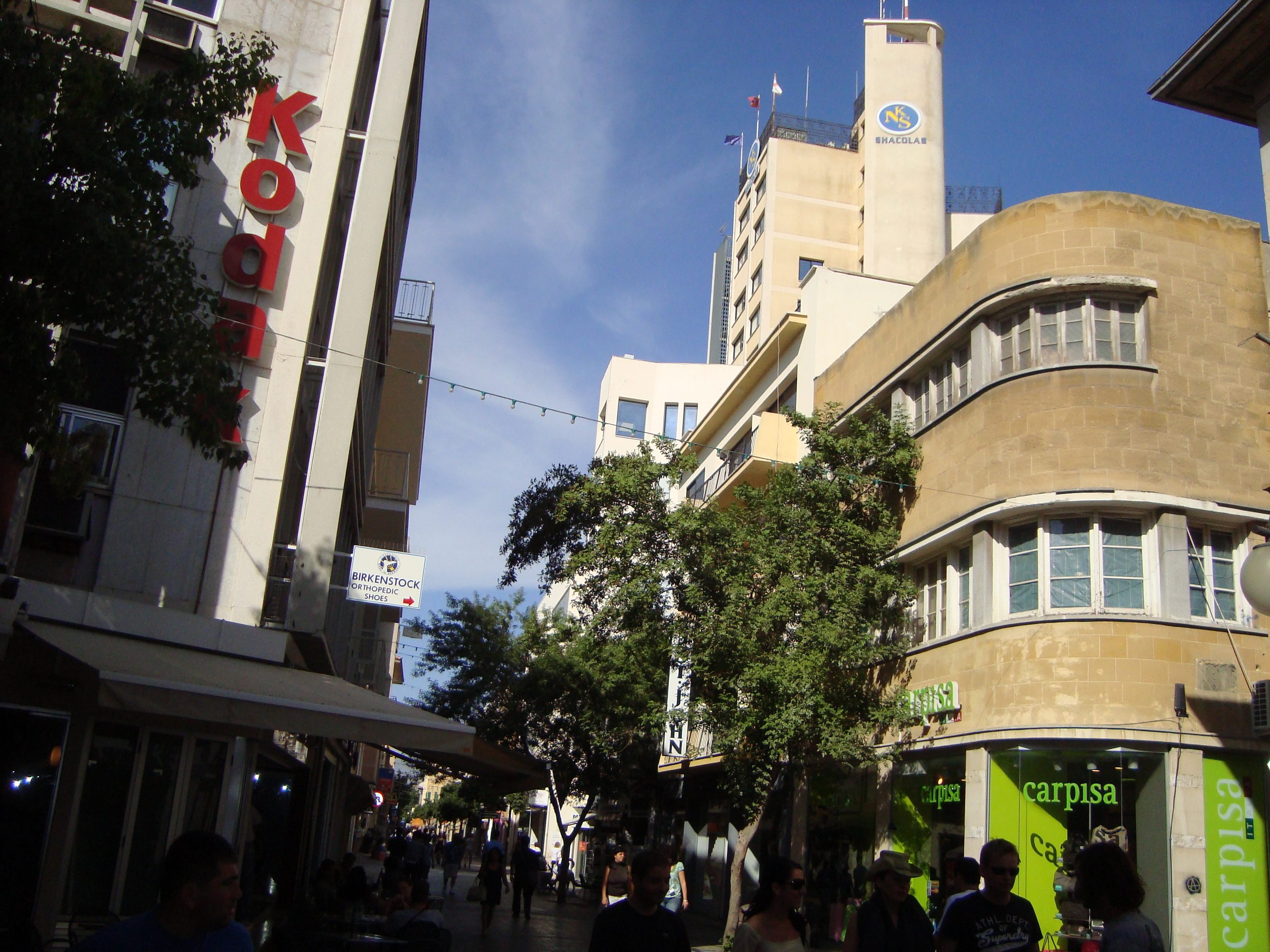
مغازه‌ای در خیابان لدرا.
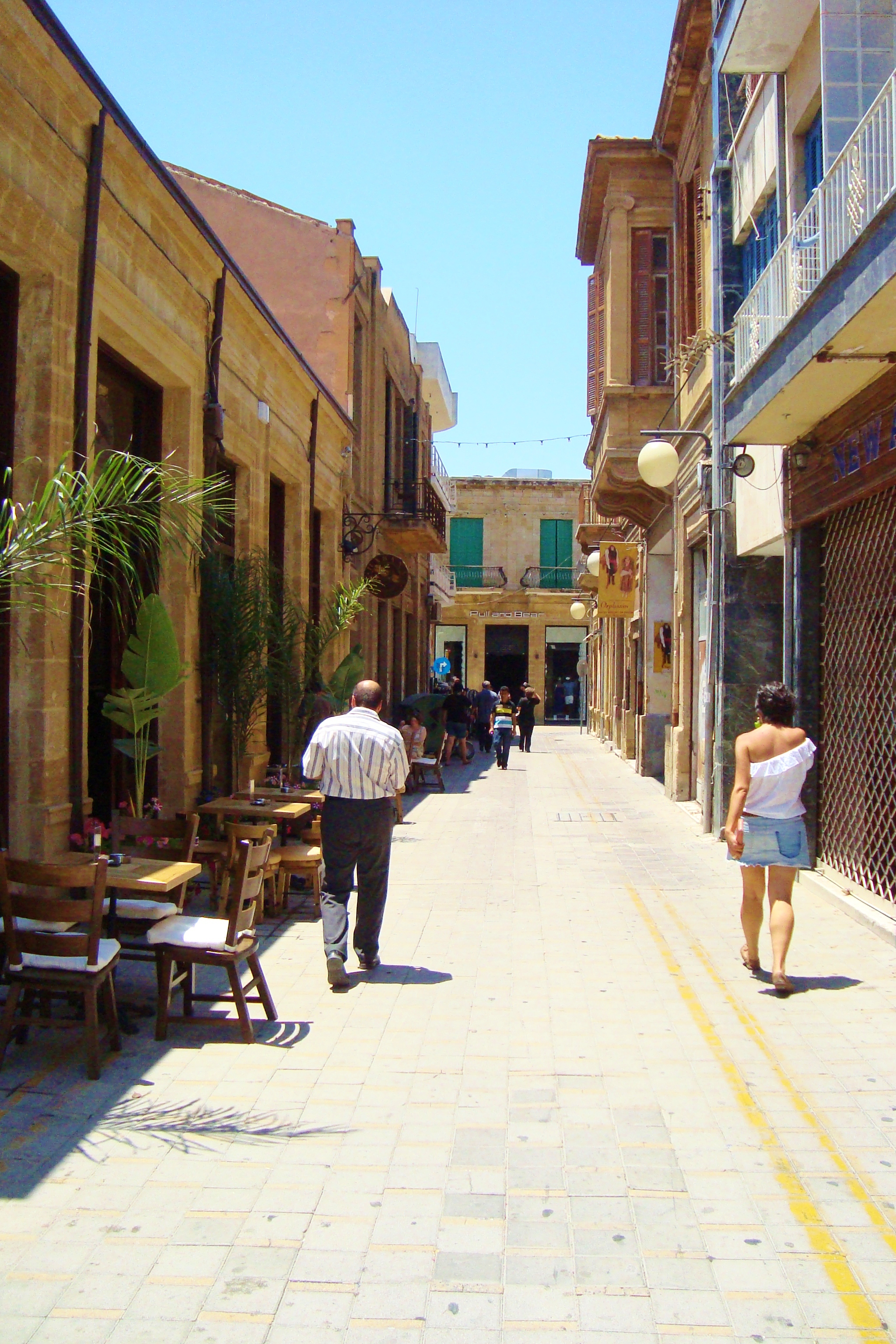
خیابان کوچکی که به خیابان لدرا ملحق می‌شود.
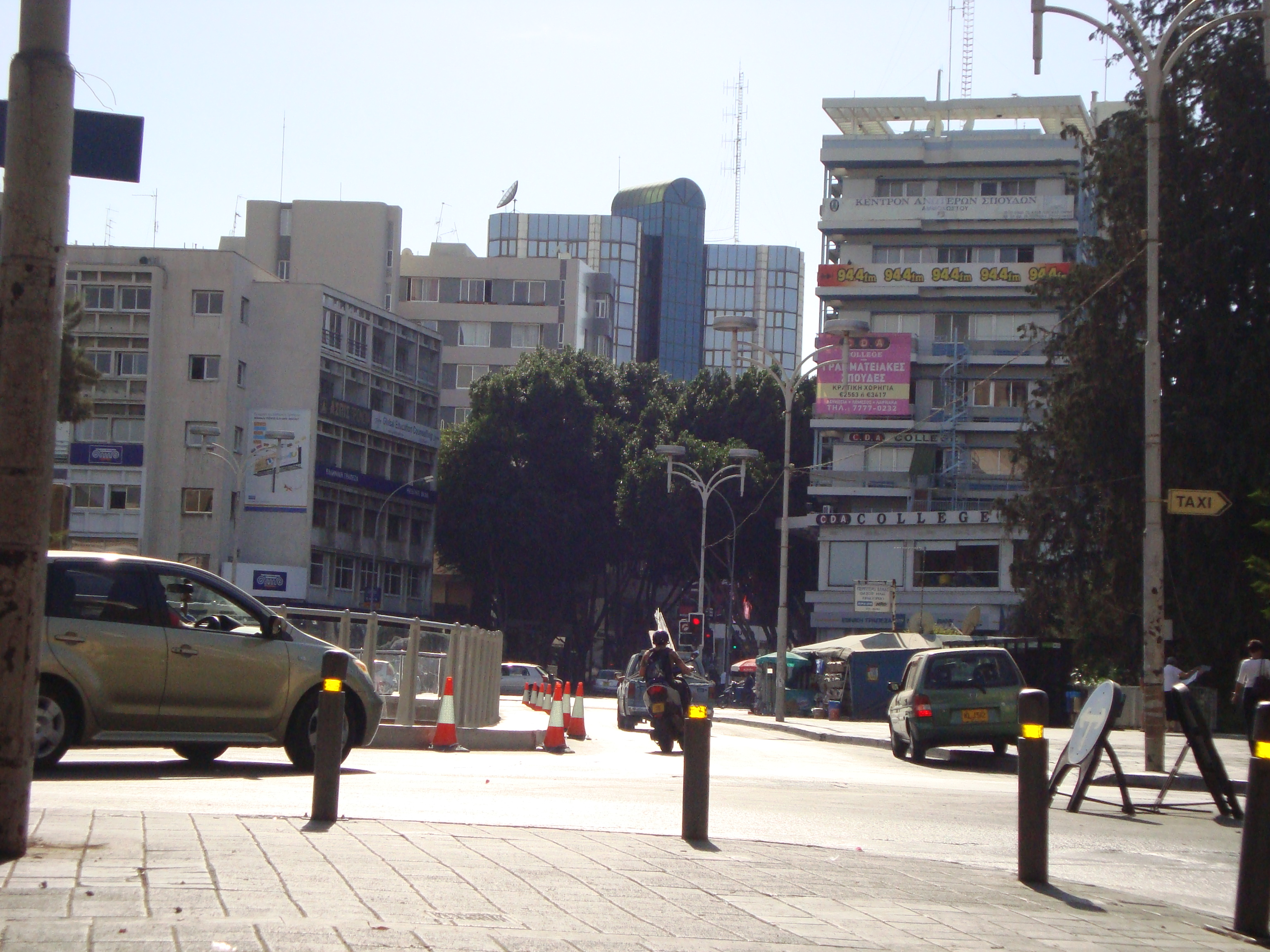
نمایی از برج‌های نیکوزیا در ابتدای خیابان لدرا.
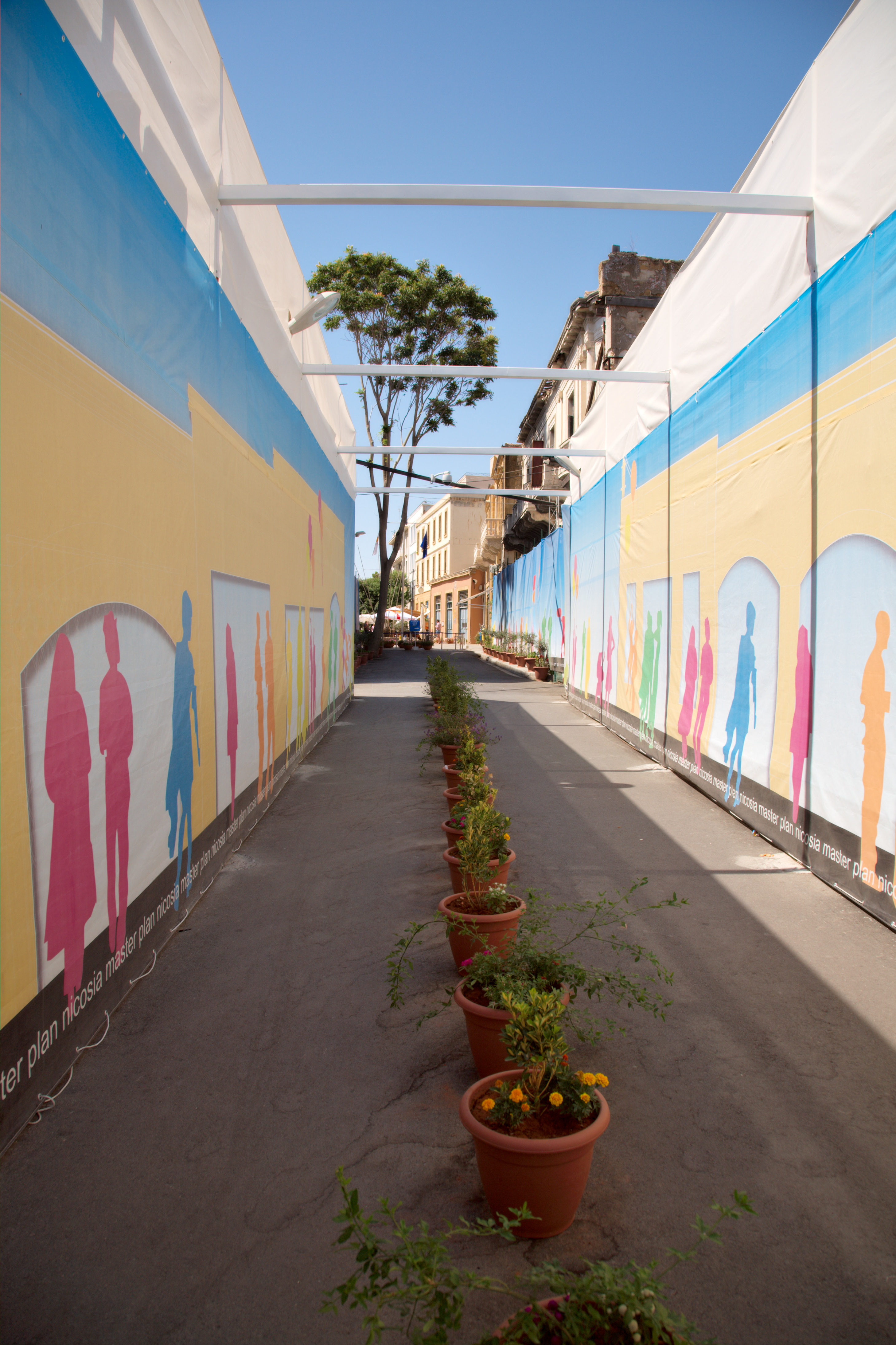
لحظه‌ای ساکت و آرام در خیابان لدرا.
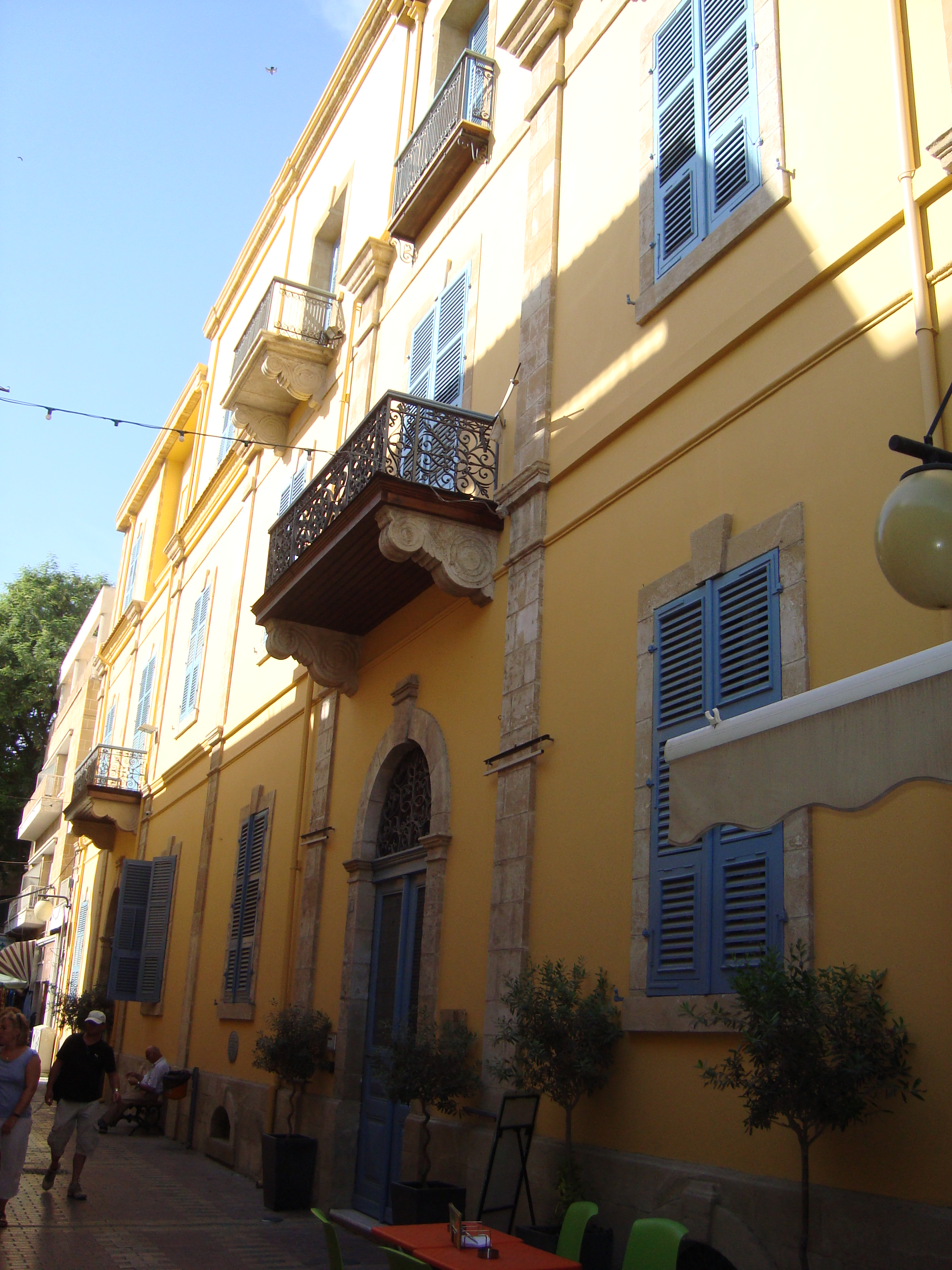
موزه لونتیو در کنار خیابان لدرا.
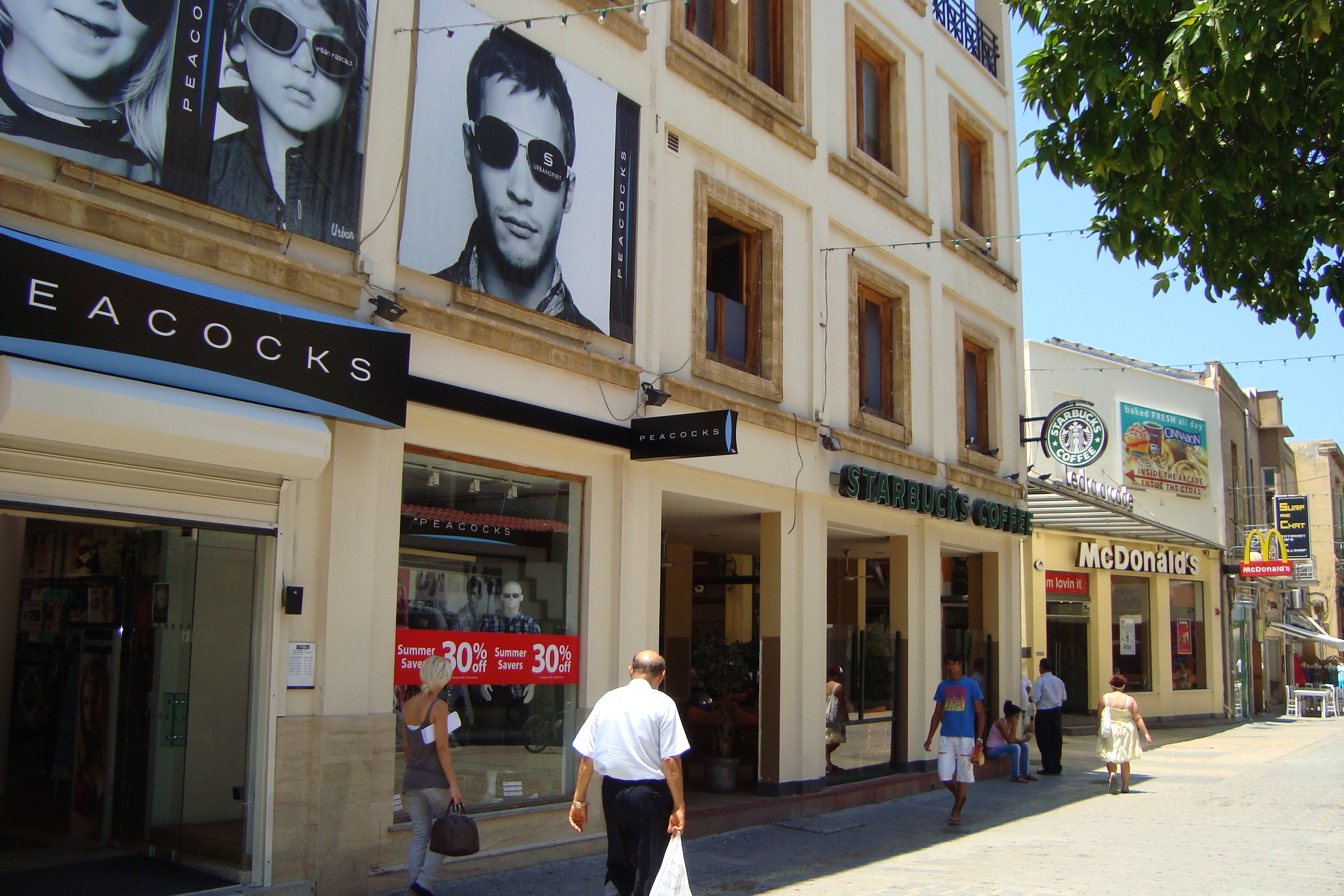
خیابان لدرا.
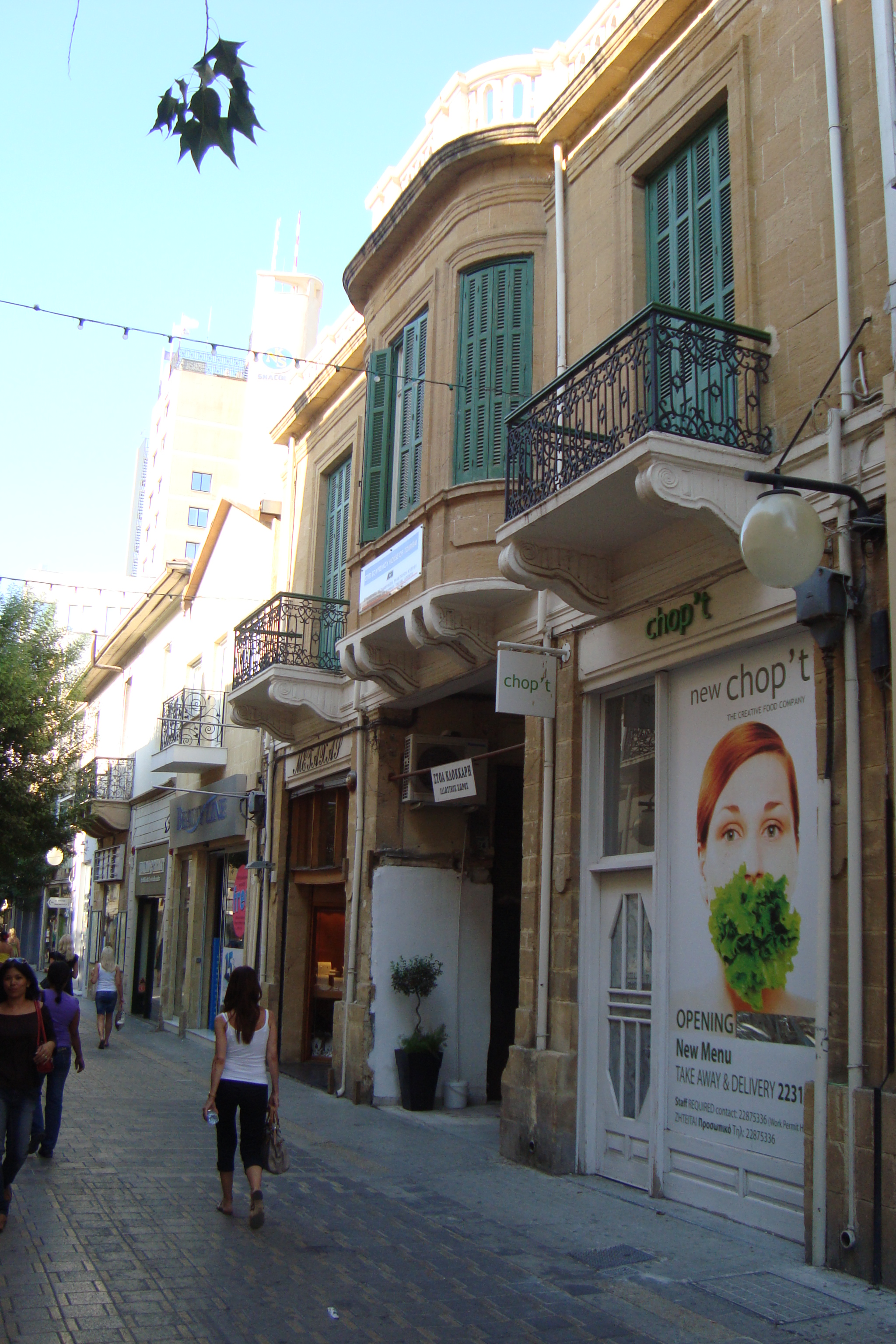
خیابان لدرا.